# 요나스 호프만
요나스 호프만(독일어: Jonas Hofmann, 독일어 발음: [ˈjoːnas ˈhoːfman]; 1992년 7월 14일 ~ )은 현재 바이어 레버쿠젠과 독일 축구 국가대표팀에서 뛰고 있는 독일의 축구 선수로, 포지션은 윙어이다.

## 클럽 경력

### 보루시아 도르트문트
호프만은 2013년 4월 6일, 보루시아 도르트문트가 FC 아우크스부르크에게 4-2로 승리한 경기에서 분데스리가 경기에 처음으로 출전하였고, 같은 경기에서 1어시스트를 올렸다.

### 바이어 레버쿠젠
2023년 7월 5일, 바이어 레버쿠젠은 요나스 호프만이 보루시아 묀헨글라트바흐에서 바이어 레버쿠젠으로 합류했다고 발표했다. 바이어 레버쿠젠은 보루시아 묀헨글라트바흐에 호프만의 기존 계약에 명시된 방출금액 1000만 유로를 지불했으며 호프만은 바이어 레버쿠젠과 2027년 6월 30일까지 유효한 계약을 체결했다. 그는 바이어 레버쿠젠에서 사용할 등번호로 7번을 받았다.

## 수상 내역

### 클럽
보루시아 도르트문트
- DFL-슈퍼컵: 2013, 2014